# جوفاني باتيستا بيرانيزي
جوفاني باتيستا بيرانيزي (Giovanni Battista Piranesi) يـُلقب جامباتيستا (موليانو فينيتو، 4 أكتوبر، 1720 - روما، 9 نوفمبر 1778) معماري، ونقاش ومصمم إيطالي. اتسمت أعماله المنقوشة بلمسة مثيرة للاهتمام، والتي تحمل فكرة عظمة روما، ويعبر عنها من خلال تعظيم وعزل العناصر المعمارية، وذلك للتوصل إلى سمو الشعور بعظمة الماضي القديم.

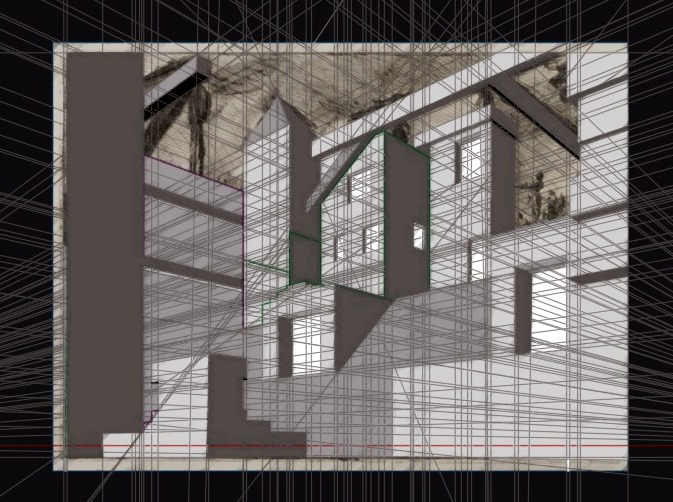
استنساخ عمل لبيرانيزي باستخدام البرمجية اوتوكاد

## سيرته الذاتية
وُلد بيرانيزي في موليانو فينيتو، بالقرب من تريفيزو، التي كانت آنذاك جزءًا من جمهورية البندقية. كان والده بنّاءً. عرّفه شقيقه أندريا على اللغة اللاتينية والحضارة القديمة، وبعد ذلك تدرّب على يد خاله، ماتيو لوتشيسي، الذي كان معماريًا رائدًا في Magistrato delle Acque، وهي المنظمة الحكومية المسؤولة عن الهندسة وترميم المباني التاريخية.
منذ عام 1740، أتيحت له فرصة للعمل في روما كرسام للتصاميم لدى ماركو فوسكاريني، سفير البندقية للبابا الجديد بنديكت الرابع عشر. أقام في قصر فينيسيا ودرس تحت إشراف جوزيبي فاسي، الذي أطلعه على فن التنميش والنقش للمدينة ومعالمها. لاحظ جوزيبي فاسي أن موهبة بيرانيزي تتعدّى حدود النقش. وفقًا لليغراند، أخبر فاسي بيرانيزي «أنت، يا صديقي، لديك من الموهبة ما يجعلك رسامًا عظيمًا، وليس مجرّد نقاش».
بعد دراسته مع فاسي، تعاون مع تلاميذ من الأكاديمية الفرنسية في روما لإنتاج سلسلة من المناظر (vedute) للمدينة؛ كان أول عمل له هو Prima parte di Architettura e Prospettive (1743)، ثم في عام 1745 «مناظر متنوعة لروما القديمة والحديثة».
من عام 1743 إلى عام 1747، استقر بشكل أساسي في مدينة البندقية حيث -وفقًا لبعض المصادر- غالبًا ما زار جوفاني باتيستا تيبولو، وهو فنان رائد في البندقية. يُعزى الفضل إلى تيبولو في توسيع نطاق التقاليد المقيّدة للنقوش المقلّدة والطوبوغرافية والأثرية. ثم عاد إلى روما، حيث افتتح ورشة عمل في فيا دل كورسو. في الفترة 1748-1774 قدّم سلسلة طويلة من مناظر (vedute) المدينة التي أثبتت شهرته. في غضون ذلك، كرّس بيرانيزي نفسه لقياس العديد من الصروح القديمة: أدى ذلك إلى نشر «الآثار الرومانية في زمن الجمهورية الأولى والأباطرة الأوائل». في عام 1761 أصبح عضوًا في أكاديمية سان لوقا وافتتح منشأة خاصة به للطباعة. في عام 1762، طُبعت له مجموعة النقوش «ساحة مارس في روما القديمة».
في العام التالي كلّفه البابا كليمنت الثالث عشر بترميم منابر كاتدرائية القديس يوحنا اللاتراني، لكن العمل لم يتحقّق. في عام 1764، اختاره أحد أبناء أخت البابا، الكاردينال ريتزونيكو، ليبدأ أعماله المعمارية المنفردة ذات الأهمية، وهي ترميم كنيسة دير القديسة ماري في مزرعة فرسان مالطا، على هضبة أفنتين في روما. جمع بيرانيزي بين بعض العناصر المعمارية القديمة والأنصاب التذكارية والدروع، مع تفرّد البندقية في تصميم واجهة الكنيسة وجدران ساحة فرسان مالطا. كانت هذه هي المرة الوحيدة التي عبّر فيها عن نفسه بالرخام والحجر.
في عام 1767، نال لقب فارس المهماز الذهبي، ما مكنه من ذلك الوقت فصاعدًا من التوقيع باسم «الفارس بيرانيزي». في عام 1769، أصدر سلسلة من التصميمات العبقرية والغريبة أحيانًا لرفوف المواقد، بالإضافة إلى مجموعة أصلية من قطع الأثاث، ما جعله يؤسس اسمه كمصمم متعدد المواهب وواسع الحيلة. في عام 1776، ابتكر عمله الأكثر شهرة كمرمّم للتماثيل القديمة «مزهرية بيرانيزي»، وفي 1777–78 نشر «آثار صروح بيستوم».
توفي في روما عام 1778 بعد مرض طويل، ودُفن في الكنيسة التي ساعد في ترميمها، دير القديسة ماري. صمّم قبره جوزيبي أنجيليني.

## المناظر
رغم أن البنية الاجتماعية للطبقة الأرستقراطية ظلت صارمة وقمعية، إلا أن البندقية انتعشت من خلال الجولة الكبرى كمركز للتبادل الفكري والعالمي في القرن الثامن عشر. حفّزت أفكار التنوير المنظرين والفنانين في جميع أنحاء أوروبا بما في ذلك باريس ودريسدن ولندن. ظهرت أشكال جديدة من

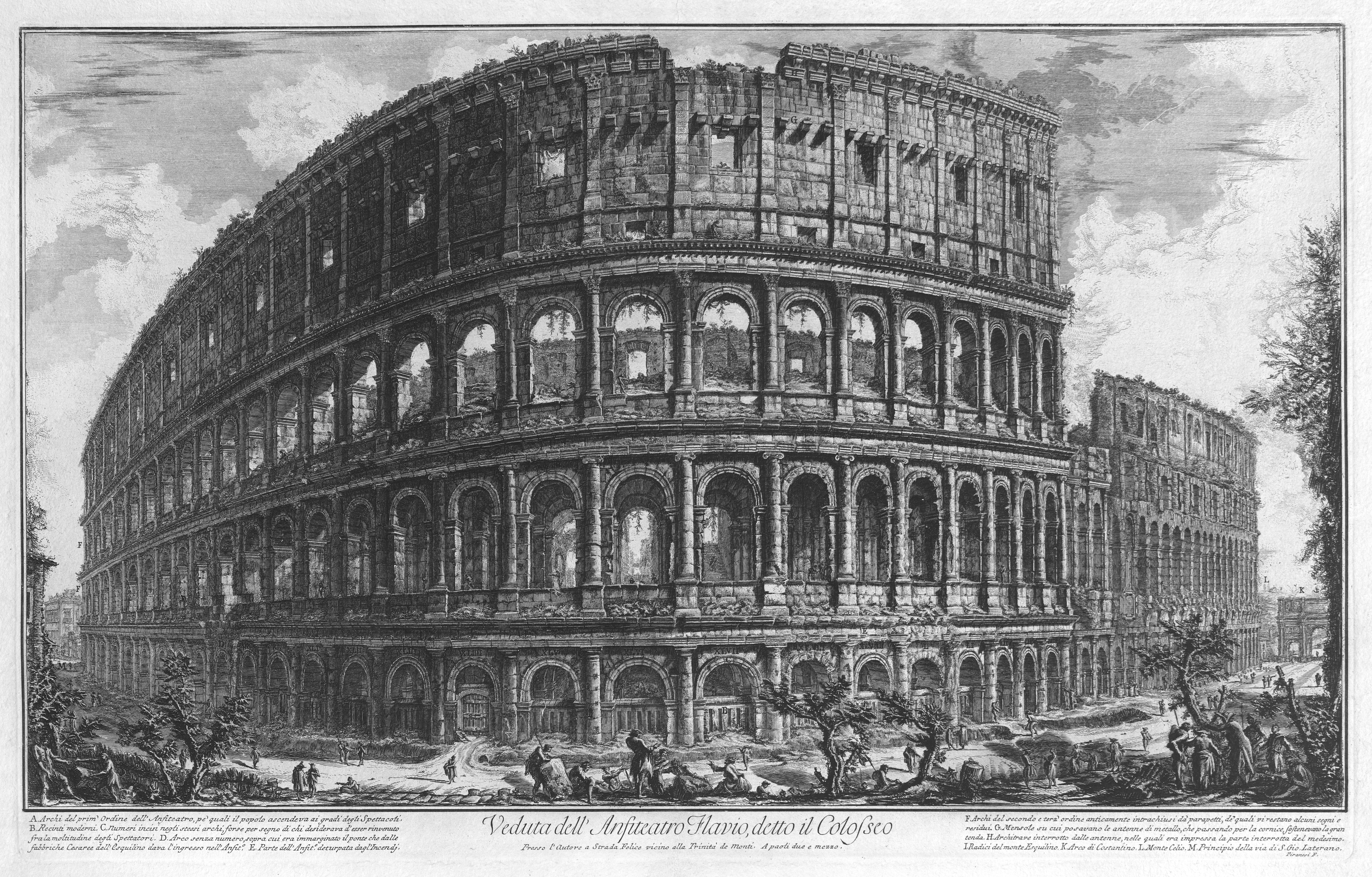
رسم كولوسيوم تعود لعام 1757

التعبير الفني: المنظر والكابريتشو والمنظر المثالي والمنظر الطوبوغرافي والخيال المعماري والتصاميم الدقيقة للأنصاب القديمة مجتمعة مع الرسومات التخيلية في استجابة لمطلب الزائرين المتزايدين.
كانت روما المركز المتطور للجولة الكبرى. وأصبحت مكانًا جديدًا للاجتماع ورأس مال فكري في أوروبا لقادة حركة جديدة في الفنون. كانت المدينة تجتذب الفنانين والمهندسين المعماريين من جميع أنحاء أوروبا إلى جانب السياح الكبار والتجار وجامعي التحف. قدِم الكثيرون عبر مؤسسات رسمية مثل الأكاديمية الفرنسية، في حين جاء آخرون لمشاهدة الاكتشافات الجديدة في هركولانيوم وبومبي. تردّد الكثيرون إلى المقاهي كأماكن للتجمّع، أشهرها «أنتيكو كافي غريكو» التي تأسست عام 1760. افتُتح «كافي ديغلي إنجليزي» بعد عدة سنوات، أسفل الدرج الإسباني في ساحة إسبانيا، مع رسومات جدارية لبيرانيزي. بوجود ورشة الطباعة الخاصة به ومتحف للآثار في مكان قريب، تمكن بيرانيزي من تنمية العلاقات في كلا المكانين مع المشترين الأثرياء في الجولة، وخاصة الإنجليز.
أشعلت آثار روما حماسة بيرانيزي. نظرًا لمعرفته التي اكتسبها من تجربته في البندقية ودراسته لأعمال ماركو ريتشي وخاصة جوفاني باولو بانيني، لم يعرب عن تقديره لهندسة المباني القديمة فحسب، بل أيضًا للجوانب الشاعرية للآثار. كان قادرًا على تقليد ما تبقى من الآثار بأمانة؛ إذ إن ابتكاره في تخيّل تصميم المعماري الأصلي قدّم الأجزاء المفقودة. كانت مهارته العالية في النقش واضحة في مجموعات من المزهريات والمذابح والمقابر التي كانت غير موجودة في الواقع؛ تحكّمه بالحجم وتوزيعه الواسع والعلمي للضوء والظل أكمل الصورة، ما خلق تأثيرًا ملفتًا للمشهد بأكمله.
هناك عدد من «المناظر» البارزة في تصوير الشخصيات البشرية التي يظهر عليها الفقر والعرج والثمل الواضح وغيرها من العيوب المرئية، فتسهم في عكس تهالك الآثار. يتماشى هذا مع مجاز مألوف من أدب عصر النهضة، إذ تُرثى فيه أطلال روما بمثابة استعارة لعدم كمال الوجود البشري وزواله.
أكمل أولاده والعديد من تلاميذه بعضًا من أعماله الأخيرة. جمع ابن بيرانيزي ومساعده، فرانشيسكو، ألواحه وحفظها، فيها استكملت الخطوط الأكثر تحررًا لإبرة التنميش قساوة عمل الإزميل إلى حد كبير. عُرض في باريس (1835-1837) تسعة وعشرون مجلدًا مطويًا يحتوي على 2000 طبعة تقريبًا.
تضمنت أعمال الباروك الأخيرة لكلود لوري وسالفاتور روزا وغيرهما تصويرًا رومانسيًا ورائعًا للآثار؛ في جزء منه كتذكرة للموت أو كذكرى للعصر الذهبي للبناء. كانت نسخ بيرانيزي للآثار الرومانية الحقيقية والمقلّدة ذات تأثير قوي على الحركة الكلاسيكية الحديثة.

## روابط خارجية
- جوفاني باتيستا بيرانيزي على موقع الموسوعة البريطانية (الإنجليزية)
- جوفاني باتيستا بيرانيزي على موقع ميوزك برينز (الإنجليزية)
- جوفاني باتيستا بيرانيزي على موقع إن إن دي بي (الإنجليزية)
- جوفاني باتيستا بيرانيزي على موقع ديسكوغز (الإنجليزية)